# Чемпионат Италии по волейболу среди мужчин
Чемпионат Италии по волейболу среди мужчин — ежегодное соревнование мужских волейбольных команд Италии. Проводится с 1946 года.
Соревнования проводятся в 8 дивизионах: Суперлиге (до 2016 — серия А1), сериях А2, В, С и D, 1-м, 2-м и 3-м дивизионах. Организатором чемпионатов в Суперлиге и серии А2 является Волейбольная лига (Lega Pallavolo), в серии В — Национальная волейбольная лига (Lega Nazionale Pallavolo), в сериях С и D — региональные комитеты Итальянской федерации волейбола, в 1-м, 2-м и 3-м дивизионах - провинциальные комитеты. Первенство разыгрывают команды, входящие в Суперлигу. 

## Формула соревнований (Суперлига)
Чемпионат состоит из двух этапов — предварительный и плей-офф. На предварительной стадии команды проводят двухкруговой турнир. По её итогам 8 лучших выходят в плей-офф и далее по системе с выбыванием определяют двух финалистов, которые разыгрывают первенство. Серии матчей плей-офф проводятся до трёх побед одного из соперников.      
За победы со счётом 3:0 и 3:1 команды получают 3 очка, 3:2 — 2 очка, за поражение со счётом 2:3 — 1 очко, за поражения 0:3 и 1:3 очки не начисляются.
В чемпионате 2024/25 в Суперлиге играли 12 команд: «Трентино» (Тренто), «Сир Сафети» (Перуджа), «Кучине-Лубе» (Чивитанова-Марке), «Рана» (Верона), «Пьяченца», «Альянц Милано» (Милан), «Модена» (Модена), «Чистерна», «Падова» (Падуя), «Гроттаццолина», «Веро Воллей» (Монца), «Таранто». Чемпионский титул выиграл «Трентино», победивший в финальной серии команду «Кучине Лубе» 3-1 (3:0, 0:3, 3:0, 3:2). 3-е место занял «Сир Сафети».

## Призёры
| Год       | 1-е место                                         | 2-е место                                         | 3-е место                                         |
| --------- | ------------------------------------------------- | ------------------------------------------------- | ------------------------------------------------- |
| 1946      | «Робур» Равенна                                   | «Борсалино» Алессандрия                           |                                                   |
| 1947      | «Робур» Равенна                                   | «Борсалино» Алессандрия                           |                                                   |
| 1948      | «Робур» Равенна                                   | «Лега Навале» Верчелли                            | «Борсалино» Алессандрия                           |
| 1949      | «Робур» Равенна                                   | «Ферровьери» Парма                                | «Минелли» Модена                                  |
| 1950      | «Ферровьери» Парма                                | «Робур» Равенна                                   | «Борсалино» Алессандрия                           |
| 1951      | «Ферровьери» Парма                                | «Робур» Равенна                                   | «Мультедо» Генуя                                  |
| 1952      | «Робур» Равенна                                   | «Мультедо» Генуя                                  | «Минелли» Модена                                  |
| 1953      | «Минелли» Модена                                  | «Мультедо» Генуя                                  | «Триесте» Триест                                  |
| 1954      | «Минелли» Модена                                  | «Авиа Первия» Модена                              | «Парма»                                           |
| 1955      | «Минелли» Модена                                  | «Крочетта» Модена                                 | «Парма»                                           |
| 1956      | «Крочетта» Модена                                 | «Минелли» Модена                                  | «Авиа Первия» Модена                              |
| 1957      | «Авиа Первия» Модена                              | «Сесто-Фьорентино»                                | «Парма»                                           |
| 1958      | «Чиам» Модена                                     | «Авиа Первия» Модена                              | «Сесто-Фьорентино»                                |
| 1959      | «Авиа Первия» Модена                              | «Чиам» Модена                                     | «Парма»                                           |
| 1960      | «Авиа Первия» Модена                              | «Чиам» Модена                                     | «Сесто-Фьорентино»                                |
| 1961      | «Чиам» Модена                                     | «Авиа Первия» Модена                              | «Сесто-Фьорентино»                                |
| 1962      | «Интерауто» Модена                                | «Чиам» Модена                                     | «Сесто-Фьорентино»                                |
| 1962/63   | «Авиа Первия» Модена                              | «Чиам» Модена                                     | «Минелли» Модена                                  |
| 1963/64   | «Руини» Флоренция                                 | «Авиа Первия» Модена                              | «Минелли» Модена                                  |
| 1964/65   | «Руини» Флоренция                                 | «Сальварани» Парма                                | «Виртус» Болонья                                  |
| 1965/66   | «Виртус» Болонья                                  | «Руини» Флоренция                                 | «Сальварани» Парма                                |
| 1966/67   | «Виртус» Болонья                                  | «Сальварани» Парма                                | «Руини» Флоренция                                 |
| 1967/68   | «Руини» Флоренция                                 | «Сальварани» Парма                                | «Миньянти» Болонья                                |
| 1968/69   | «Парма»                                           | «Виртус» Болонья                                  | «Руини» Флоренция                                 |
| 1969/70   | «Панини» Модена                                   | «Руини» Флоренция                                 | «Парма»                                           |
| 1970/71   | «Руини» Флоренция                                 | «Панини» Модена                                   | «Парма»                                           |
| 1971/72   | «Панини» Модена                                   | «Руини» Флоренция                                 | «Парма»                                           |
| 1972/73   | «Руини» Флоренция                                 | «Виртус» Болонья                                  | «Панини» Модена                                   |
| 1973/74   | «Панини» Модена                                   | «Виртус» Болонья                                  | «Аричча»                                          |
| 1974/75   | «Аричча»                                          | «Торино» Турин                                    | «Панини» Модена                                   |
| 1975/76   | «Панини» Модена                                   | «Клиппан» Турин                                   | «Аричча»                                          |
| 1976/77   | «Федерлацио» Рим                                  | «Паолетти» Катания                                | «Клиппан» Турин                                   |
| 1977/78   | «Паолетти» Катания                                | «Федерлацио» Рим                                  | «Клиппан» Турин                                   |
| 1978/79   | «Клиппан» Турин                                   | «Панини» Модена                                   | «Паолетти» Катания                                |
| 1979/80   | «Клиппан» Турин                                   | «Паолетти» Катания                                | «Панини» Модена                                   |
| 1980/81   | «Робе ди Каппа» Турин                             | «Панини» Модена                                   | «Тезерони» Рим                                    |
| 1981/82   | «Сантал» Парма                                    | «Робе ди Каппа» Турин                             | «Панини» Модена                                   |
| 1982/83   | «Сантал» Парма                                    | «Робе ди Каппа» Турин                             | «Касто» Милан                                     |
| 1983/84   | «Робе ди Каппа» Турин                             | «Сантал» Парма                                    | «Панини» Модена                                   |
| 1984/85   | «Дзинелла» Болонья                                | «Панини» Модена                                   | «Торино» Турин                                    |
| 1985/86   | «Панини» Модена                                   | «Дзинелла» Болонья                                | «Фальконара» Фальконара-Мариттима                 |
| 1986/87   | «Панини» Модена                                   | «Сантал» Парма                                    | «Фальконара» Фальконара-Мариттима                 |
| 1987/88   | «Панини» Модена                                   | «Максиконо» Парма                                 | «Дзинелла» Болонья                                |
| 1988/89   | «Панини» Модена                                   | «Максиконо» Парма                                 | «Сислей» Тревизо                                  |
| 1989/90   | «Максиконо» Парма                                 | «Модена»                                          | «Сислей» Тревизо                                  |
| 1990/91   | «Мессаджеро» Равенна                              | «Максиконо» Парма                                 | «Медиоланум» Милан                                |
| 1991/92   | «Максиконо» Парма                                 | «Мессаджеро» Равенна                              | «Сислей» Тревизо                                  |
| 1992/93   | «Максиконо» Парма                                 | «Медиоланум» Милан                                | «Сислей» Тревизо                                  |
| 1993/94   | «Сислей» Тревизо                                  | «Милан»                                           | «Дайтона» Модена                                  |
| 1994/95   | «Дайтона» Модена                                  | «Сислей» Тревизо                                  | «Альпитур» Кунео                                  |
| 1995/96   | «Сислей» Тревизо                                  | «Альпитур» Кунео                                  | «Дайтона» Модена                                  |
| 1996/97   | «Дайтона» Модена                                  | «Сислей» Тревизо                                  | «Альпитур» Кунео                                  |
| 1997/98   | «Сислей» Тревизо                                  | «Альпитур» Кунео                                  | «Модена»                                          |
| 1998/99   | «Сислей» Тревизо                                  | «Модена»                                          | «Альпитур» Кунео                                  |
| 1999/2000 | «Пьяджо» Рим                                      | «Модена»                                          | «Альпитур» Кунео                                  |
| 2000/01   | «Сислей» Тревизо                                  | «Асистел» Милан                                   | «Альпитур» Кунео                                  |
| 2001/02   | «Модена»                                          | «Сислей» Тревизо                                  | «Максиконо» Парма                                 |
| 2002/03   | «Сислей» Тревизо                                  | «Модена»                                          | «Лубе» Мачерата                                   |
| 2003/04   | «Сислей» Тревизо                                  | «Копра» Пьяченца                                  | «Лубе» Мачерата                                   |
| 2004/05   | «Сислей» Тревизо                                  | «Перуджа»                                         | «Копра» Пьяченца                                  |
| 2005/06   | «Лубе» Мачерата                                   | «Сислей» Тревизо                                  | «Пьемонт» Кунео                                   |
| 2006/07   | «Сислей» Тревизо                                  | «Копра» Пьяченца                                  | «Пьемонт» Кунео                                   |
| 2007/08   | «Трентино» Тренто                                 | «Копра» Пьяченца                                  | «Пьемонт» Кунео                                   |
| 2008/09   | «Копра» Пьяченца                                  | «Трентино» Тренто                                 | «Лубе» Мачерата                                   |
| 2009/10   | «Пьемонт» Кунео                                   | «Трентино» Тренто                                 | «Сислей» Тревизо                                  |
| 2010/11   | «Трентино» Тренто                                 | «Пьемонт» Кунео                                   | «Лубе» Мачерата                                   |
| 2011/12   | «Лубе» Мачерата                                   | «Трентино» Тренто                                 | «Кунео»                                           |
| 2012/13   | «Трентино» Тренто                                 | «Копра» Пьяченца                                  | «Лубе» Мачерата                                   |
| 2013/14   | «Лубе» Мачерата                                   | «Сир Сафети» Перуджа                              | «Копра» Пьяченца                                  |
| 2014/15   | «Трентино» Тренто                                 | «Модена»                                          | «Сир Сафети» Перуджа                              |
| 2015/16   | «Модена»                                          | «Сир Сафети» Перуджа                              | «Кучине-Лубе» Чивитанова-Марке                    |
| 2016/17   | «Кучине-Лубе» Чивитанова-Марке                    | «Трентино» Тренто                                 | «Перуджа»                                         |
| 2017/18   | «Сир Сафети» Перуджа                              | «Кучине-Лубе» Чивитанова-Марке                    | «Азимут» Модена                                   |
| 2018/19   | «Кучине-Лубе» Чивитанова-Марке                    | «Сир Сафети» Перуджа                              | «Трентино» Тренто                                 |
| 2019/20   | Из-за пандемии COVID-19 чемпионат не был завершён | Из-за пандемии COVID-19 чемпионат не был завершён | Из-за пандемии COVID-19 чемпионат не был завершён |
| 2020/21   | «Кучине-Лубе» Чивитанова-Марке                    | «Сир Сафети» Перуджа                              | «Трентино» Тренто                                 |
| 2021/22   | «Кучине-Лубе» Чивитанова-Марке                    | «Сир Сафети» Перуджа                              | «Трентино» Тренто                                 |
| 2022/23   | «Трентино» Тренто                                 | «Кучине-Лубе» Чивитанова-Марке                    | «Пьяченца»                                        |
| 2023/24   | «Сир Сафети» Перуджа                              | «Веро Воллей» Монца                               | «Альянц Милано» Милан                             |
| 2024/25   | «Трентино» Тренто                                 | «Кучине-Лубе» Чивитанова-Марке                    | «Сир Сафети» Перуджа                              |

### Титулы
| Клуб                           | Титулы | Предыдущие основные названия                    |
| ------------------------------ | ------ | ----------------------------------------------- |
| «Модена»                       | 17     | «Авиа Первия», «Интерауто», «Панини», «Дайтона» |
| «Сислей» (it) Тревизо          | 9      |                                                 |
| «Парма» (it)                   | 8      | «Фероовьери», «Сальварани», «Максиконо»         |
| «Кучине-Лубе» Чивитанова-Марке | 8      |                                                 |
| «Трентино» Тренто              | 6      |                                                 |
| «Робур» (it) Равенна           | 5      |                                                 |
| «Руини» (it) Флоренция         | 5      |                                                 |
| «Торино» (it) Турин            | 4      | «Клиппан», «Робе ди Каппа»                      |
| «Вилла д'Оро» (it) Модена      | 3      | «Крочетта», «Чиам», «National Trasports»        |
| «Минелли» (it) Модена          | 3      |                                                 |
| «Рома» (it) Рим                | 3      | «Аричча», «Федерлацио», «Пьяджо»                |
| «Виртус» (it) Болонья          | 2      |                                                 |
| «Дзинелла» (it) Болонья        | 1      | «Тартарини»                                     |
| «Катания» (it)                 | 1      | «Паолетти»                                      |
| «Пьемонт» (it) Кунео           | 1      | «Альпитур»                                      |
| «Пьяченца»                     | 1      |                                                 |
| «Равенна» (it)                 | 1      | «Мессаджеро»                                    |